# Bismarckia nobilis

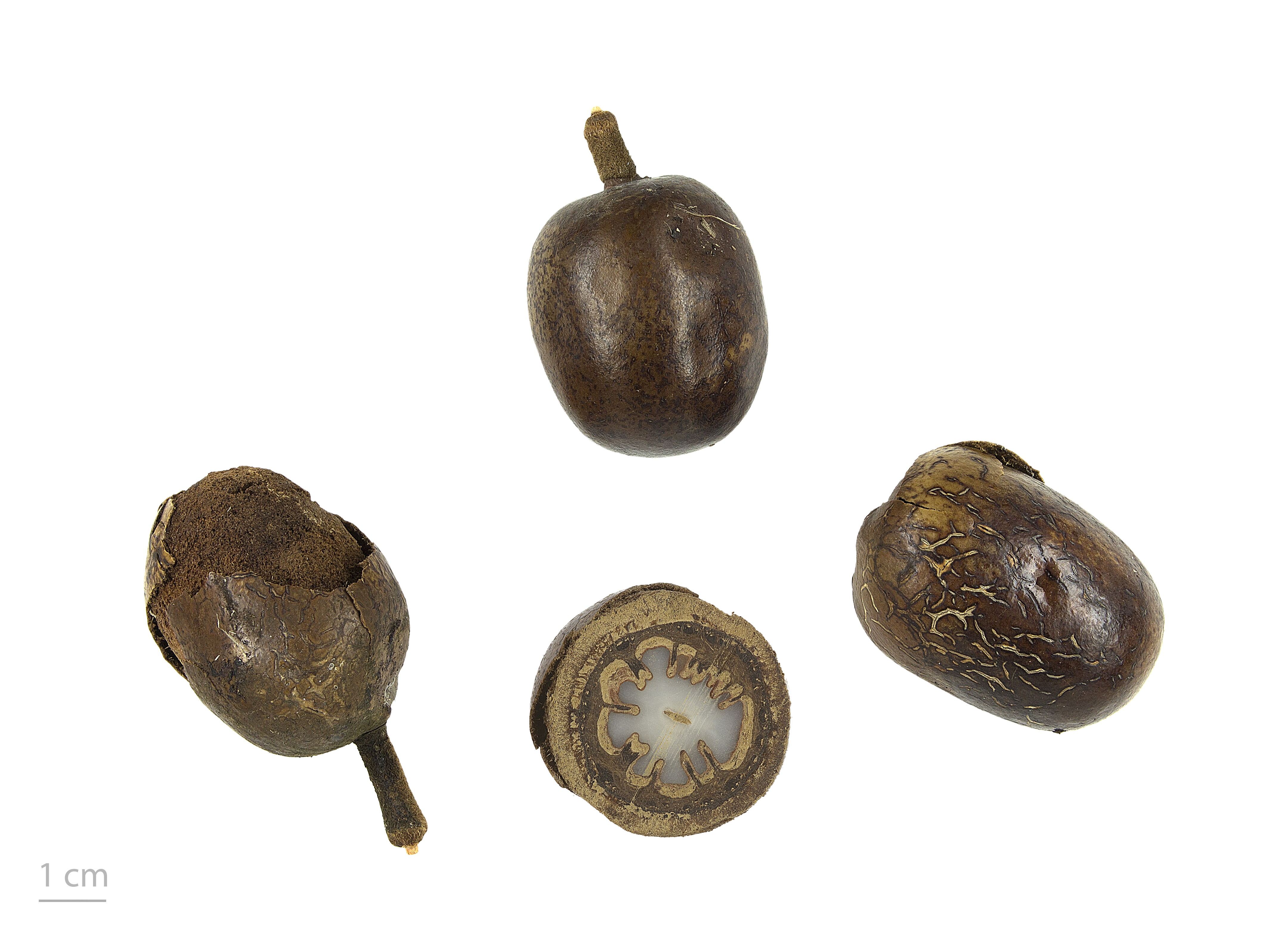
Bismarckia nobilis - MHNT

Bismarckia es un género monotípico con una única especie: Bismarckia nobilis, la palmera de Bismarck, o palmera azul de Madagascar, perteneciente a la familia de las palmeras (Arecaceae).  

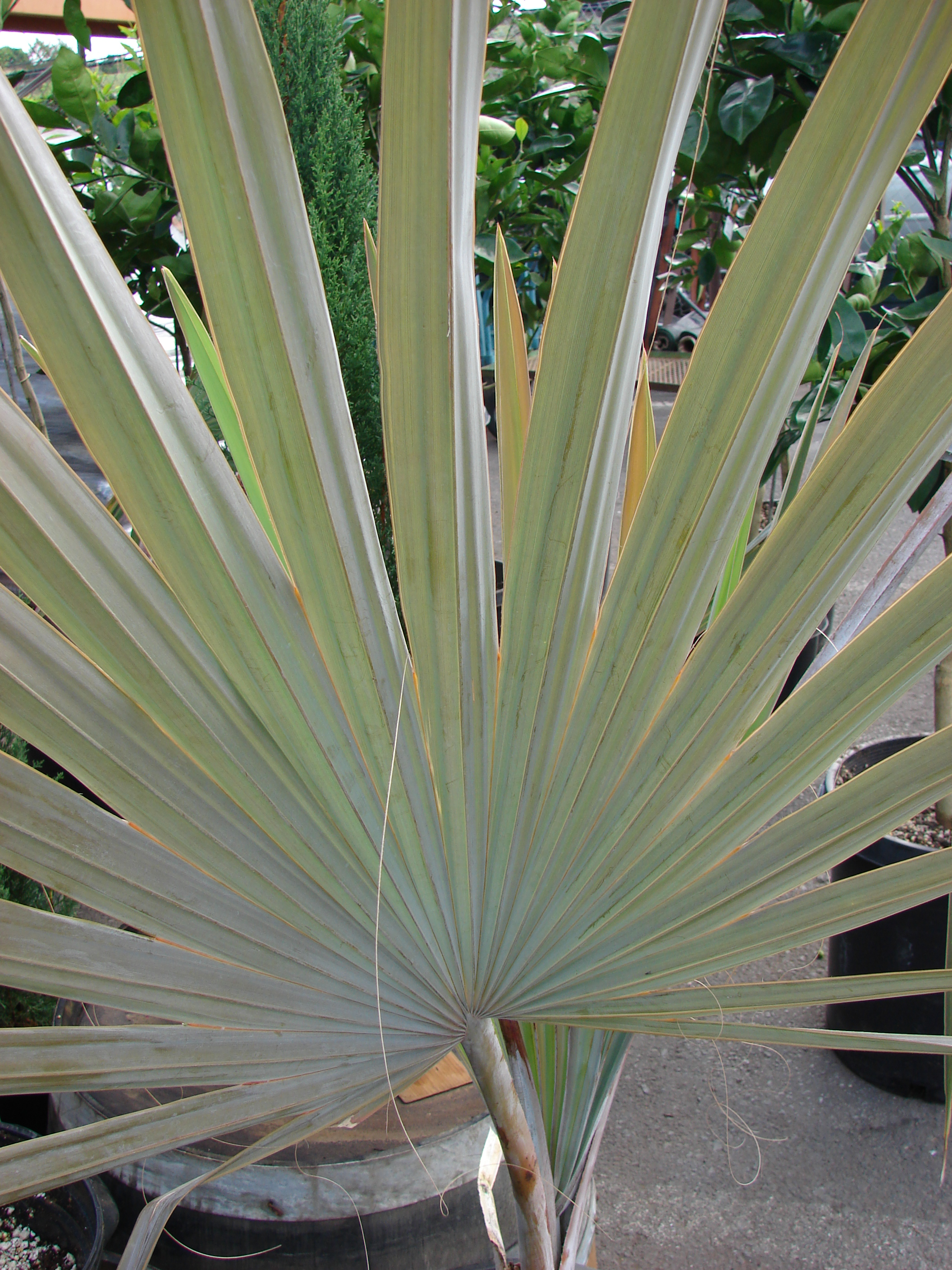
Detalle de las hojas

## Descripción
B. nobilis tiene los troncos chocha de color gris con hendiduras anilladas. El estípite tiene de 30 a 45 cm de diámetro, ligeramente abombado en la base y libre de hoja en todas la base.  En su hábitat natural pueden llegar a medir más de 25 metros de altura, pero generalmente no es más alto de 12 metros en cultivo.  Las casi redondeadas hojas son enormes en la madurez con más de 3 m de ancho, y se dividen a un tercio de su longitud en 20 o más rígidos foliolos, divididos a su vez en los extremos. Los pecíolos tiene 2-3 m de largo, ligeramente armados, y están cubiertos en un color blanco de cera o color canela. Las casi esféricas hojas de la corona tienen de 7,5 m de ancho y 6 m de altura.

## Distribución y hábitat
Es una palmera endémica de la región occidental y el norte de Madagascar, donde crece en los pastizales abiertos. Se encuentra solo en Madagascar, una isla conocida por su rica diversidad de taxones únicos, el género Bismarckia es uno más entre una gran diversidad de palmas (alrededor de 170 palmeras de las cuales 165 son exclusivas en Madagascar). Crecen en las llanuras de las tierras altas centrales, casi llegando a la zona occidental y el norte de las costas, en las sabanas de hierba baja, por lo general en suelos lateríticos.
Como gran parte de esta tierra se ha eliminado con fuego para uso agrícola, las Bismarckias, junto con otras especies resistentes al fuego como los árboles Ravenala madagascariensis y Uapaca bojeri, son los más conspicuos componentes de esta árida región.

## Taxonomía
Bismarckia nobilis fue descrita por Hildebr. & H.Wendl. y publicado en Botanische Zeitung (Berlin) 39(6): 94–95. 1881.
Etimología
El nombre del género es nombrado en honor del primer canciller del Imperio alemán Otto von Bismarck y el epíteto para su única especie, Bismarckia nobilis, viene del latín para "noble".
Sinonimia
- Medemia nobilis (Hildebr. & H.Wendl.) Gall. (1904).[6][7]